# Тандемные боеприпасы

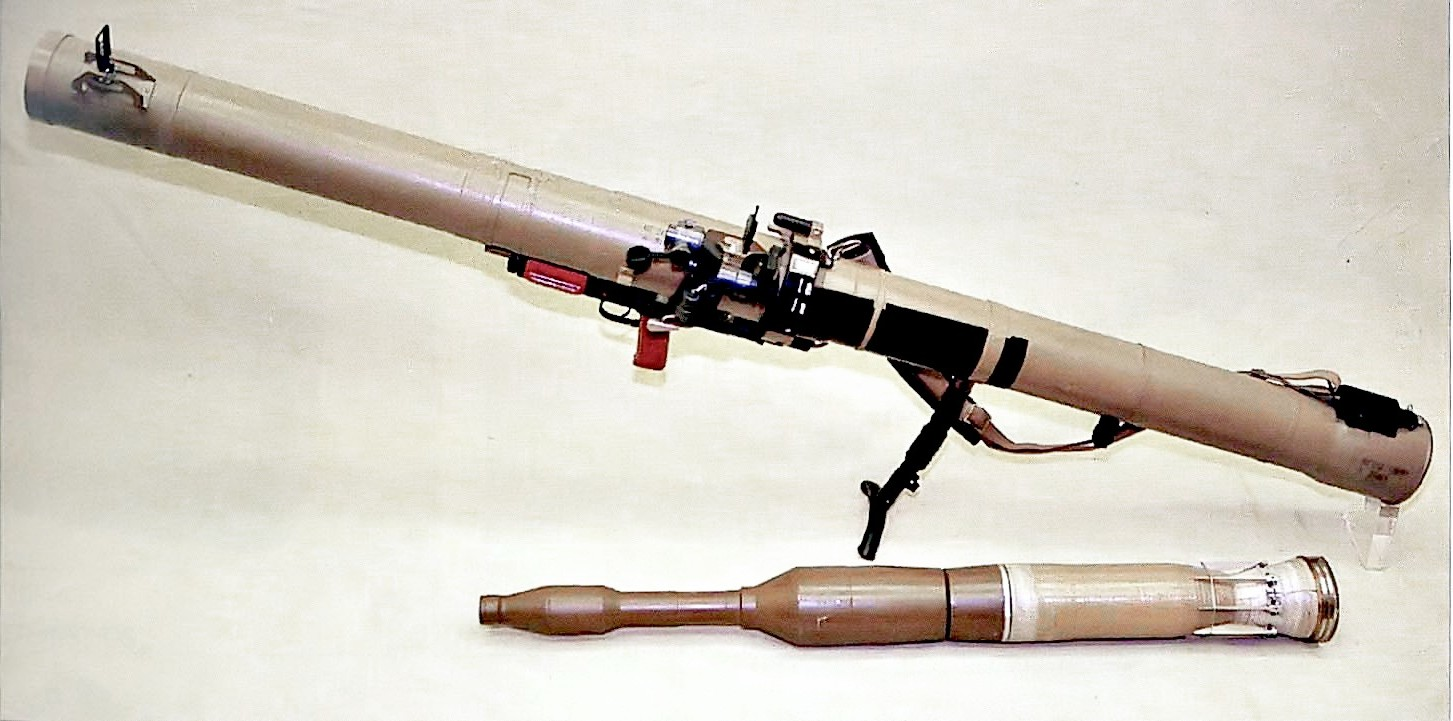
Реактивная граната российского РПГ-29 с тандемной боевой частью

Тандемные боеприпасы — конструкция поражающего элемента огневых средств, при которой снаряд состоит из двух зарядов, размещённых последовательно. Заряд, размещённый в головной части называется лидирующим, а в хвостовой — основным.
При попадании в цель первым детонирует лидирующий заряд, обеспечивающий пробитие верхнего (внешнего) слоя защиты цели (в частности, срабатывание динамической защиты). Основной заряд обеспечивает поражение глубоких слоёв брони и непосредственное уничтожение техники.
Основное назначение таких боеприпасов — поражение сильно защищённых целей, таких как современные основные боевые танки или боевые корабли.